# Bongkok (Kramat)
Bongkok is een bestuurslaag in het regentschap Tegal van de provincie Midden-Java, Indonesië. Bongkok telt 5999 inwoners (volkstelling 2010).